# Стар (Јужна Каролина)
Стар (енгл. Starr) град је у америчкој савезној држави Јужна Каролина.

## Демографија
По попису из 2010. године број становника је 173, што је 0 (0,0%) становника више него 2000. године.
| Група             | 2000.       | 2010.       |
| Белци             | 159 (91,9%) | 157 (90,8%) |
| Афроамериканци    | 6 (3,5%)    | 10 (5,8%)   |
| Азијати           | 0 (0,0%)    | 0 (0,0%)    |
| Хиспаноамериканци | 5 (2,9%)    | 3 (1,7%)    |
| Укупно            | 173         | 173         |